# Víska
Víska är en ort i Tjeckien.   Den ligger i regionen Vysočina, i den centrala delen av landet, 100 km öster om huvudstaden Prag. Víska ligger 387 meter över havet och antalet invånare är 183.
Terrängen runt Víska är platt västerut, men österut är den kuperad. Víska ligger nere i en dal. Runt Víska är det ganska glesbefolkat, med 45 invånare per kvadratkilometer. Närmaste större samhälle är Havlíčkův Brod, 18,8 km söder om Víska. I omgivningarna runt Víska växer i huvudsak blandskog.